# Узагальнена функція
Узагальнена фу́нкція або розподіл — математичне поняття, що узагальнює класичне поняття функції. Потреба в такому узагальненні виникає в багатьох фізичних, технічних і математичних задачах.
Поняття узагальненої функції дає можливість виразити в математично коректній формі такі ідеалізовані поняття, як густина матеріальної точки, точкового заряду, точкового диполя, (просторову) густину простого або подвійного шару, інтенсивність миттєвого джерела і т. п.
З іншого боку, у понятті узагальненої функції знаходить висвітлення той факт, що реально не можна виміряти значення фізичної величини в точці, а можна вимірювати лише її середні значення в малих околах даної точки. Таким чином, метод узагальнених функцій слугує зручним і адекватним апаратом для опису розподілів різних фізичних величин.
Узагальнені функції було введено вперше наприкінці 20-х років XX ст. Діраком у його дослідженнях із квантової механіки, де він систематично використовує поняття δ-функції та її похідних. Основи математичної теорії узагальнених функцій були закладені Соболєвим при розв'язку задачі Коші для гіперболічних рівнянь, а в 50-х роках Шварц дав систематичний виклад теорії узагальнених функцій і вказав багато застосувань.

## Основні означення
Формально узагальнена функція {\displaystyle f} означається як лінійний неперервний функціонал над тим чи іншим векторним простором достатньо «хороших функцій» (так званих основних функцій) {\displaystyle f:\varphi \mapsto (f,\;\varphi )}.
Важливим прикладом основного простору є простір {\displaystyle D(\mathbb {R} ^{n})} — сукупність фінітних {\displaystyle C^{\infty }}-функцій (нескінченно-диференційовних) {\displaystyle \phi } на {\displaystyle \mathbb {R} ^{n}}. Спряжений простір до {\displaystyle D(\mathbb {R} ^{n})} є простором узагальнених функцій {\displaystyle D'(\mathbb {R} ^{n})}